# Moe Berg
Morris „Moe“ Berg (* 2. März 1902 in New York City, New York; † 29. Mai 1972 in Belleville, New Jersey) war ein US-amerikanischer Baseballspieler und während des Zweiten Weltkriegs Spion für das amerikanische Office of Strategic Services. Auch wenn er über 15 Jahre für unterschiedliche Teams der American League spielte, galt er doch stets höchstens als mittelmäßiger Spieler, der zumeist als Ersatzmann zum Einsatz kam. Aufgrund seiner Bildung und seines Lebenslaufes gilt Berg jedoch je nach Sichtweise als „gescheitester Typ im Baseball“ oder auch als „der seltsamste Mann, der jemals Baseball gespielt hat“.

## Leben
Berg war das dritte Kind des Apothekers Bernhard Berg und der Hausfrau Rose, geborene Tashker. Er wuchs zunächst in Harlem, später dann in Newark (New Jersey) auf. Im Alter von sieben Jahren begann Berg in einem methodistischen Baseballteam mit dem Sport. Nach Abschluss der High School im Jahr 1918 ging er auf die New York University, wo er neben Baseball auch Basketball spielte. Auch dort war er, wie schon an der katholisch geprägten Barringer High School vorher, wegen seines jüdischen Glaubens ein Außenseiter. Nach nur zwei Semestern wechselte Berg an die Princeton University, an der er seinen Bachelor-Abschluss mit magna cum laude machte. Er hatte moderne Sprachen studiert und sprach Latein, Griechisch, Französisch, Spanisch, Italienisch, Deutsch und Sanskrit. Als Jude aus finanziell beengten Verhältnissen stammend hatte er in der Princeton-Universität nur wenig soziale Bindung.
Auch an der Universität spielte Berg Baseball, zunächst als First Baseman, später als Shortstop. Er war nur ein durchschnittlicher Schlagmann und mäßiger Baserunner, verfügte aber über einen starken Wurfarm und vor allem über Spielverständnis. Er wurde Captain des Teams, das 1923 gegen Harvard und Yale um den Big-Three-Titel (Harvard, Yale und Princeton) kämpfte. Beim letzten Spiel dieser Serie gegen Yale wurden sowohl die New York Giants als auch die Brooklyn Robins auf Berg aufmerksam, die beide große Anhängerschaft in der jüdischen Bevölkerung hatten. Am 27. Juni 1923 unterschrieb er einen mit 5.000 US-Dollar dotierten Vertrag mit den Brooklyn Robins, wo er einer der wenigen Spieler jüdischer Herkunft war.

## Baseball-Laufbahn
Berg spielte ab 1923 eine Saison für die Brooklyn Robins, ohne jedoch einen übermäßig guten Eindruck zu hinterlassen. Im Anschluss reiste er nach Paris, wo er im Quartier Latin lebte und Kurse an der Sorbonne belegte. Zu dieser Zeit entwickelte er auch die Angewohnheit, täglich mehrere Zeitungen vollständig zu lesen, die er sein Leben lang beibehalten sollte. Im Anschluss an seine Studien in Paris reiste Berg im Januar 1924 nicht zurück in die USA, um sich auf die kommende Saison vorzubereiten, sondern stattdessen in die Schweiz und nach Italien. In der Folge erbrachte Berg im Training nur mittelmäßige Leistung, so dass der Manager seines Teams, Wilbert Robinson, ihn ins Farmteam der Minneapolis Millers in die Minor League schickte, was er nur widerwillig hinnahm.
Nach einer Reihe von Einsätzen und den berühmt gewordenen Telegrammzeilen des Spielervermittlers Mike Gonzalez „Good field, no hit“ („Gutes Fielding, keine Hits“) wurde Berg im April 1925 von den Chicago White Sox unter Vertrag genommen, für die er zunächst als Infielder (Third Baseman, Shortstop) und dann als Catcher bis Januar 1932 spielte. In dieser Zeit trat er gegen Baseball-Legenden wie Babe Ruth, Lou Gehrig und Earle Combs an. Parallel studierte er an der Columbia University Rechtswissenschaft, was dazu führte, dass er mehrfach das Training und den Saisonbeginn seiner Mannschaft verpasste. Gleichzeitig litt auch sein Studium unter seiner Karriere als professioneller Baseballspieler, so dass er wichtige Prüfungen nicht bestand und erst im Jahr 1929 die Zulassung zum Anwalt und ein Jahr später seinen Abschluss als Bachelor of Laws machen konnte. Im April des gleichen Jahres verletzte sich Berg in einem Spiel schwer am Knie. Auch wenn er einen Monat später schon wieder zur Startformation des Teams gehörte, so konnte er doch nicht mehr so kontinuierlich spielen, wie es von einem professionellen Spieler erwartet werden konnte, und er wurde an die Cleveland Indians abgegeben. Diese stellten ihn im Januar 1932 frei, woraufhin Berg als Catcher für die Washington Senators noch in 75 Spielen startete.
1932 wurde Berg mit drei anderen Spielern ausgewählt, um in Japan Seminare zum Baseball zu halten. Er kehrte jedoch nicht unmittelbar in die USA zurück, sondern reiste anschließend in die Mandschurei, nach Shanghai und Peking, und über Indochina, Siam, Indien und Ägypten nach Berlin. Nachdem er 1933 eine weitere Saison für die Indians gespielt hatte, wurde er in letzter Minute erneut für die Reise eines All-Star-Teams, unter anderem mit Babe Ruth, Lou Gehrig, Earl Averill, Charlie Gehringer, Jimmie Foxx und Lefty Gomez, nach Japan ausgewählt. Auf dieser Reise machte er unter anderem Filmaufnahmen von Tokio für die Wochenschau MovietoneNews, als er sich unter einem Vorwand von den anderen Spielern absetzte.
Nach seiner Rückkehr wurde er in Cleveland entlassen und zur Saison 1935 von den Boston Red Sox unter Vertrag genommen, spielte aber über fünf Jahre hinweg nur noch in ungefähr dreißig Spielen pro Saison. 1940 und 1941 übernahm Berg die Red Sox als Coach.

## Nach dem Sport
Nach dem Angriff auf Pearl Harbor im Dezember 1941 traten die Vereinigten Staaten in den Zweiten Weltkrieg ein. Berg arbeitete zunächst mit Hilfe der von ihm 1933 in Japan gedrehten Filme der Tokyo Bay an der Operation Doolittle Raid und ging dann im August 1942 für einige Monate nach Südamerika. Er arbeitete dort als Gesundheits- und Sportberater der dort stationierten US-Truppen.
Im August 1943 begann Berg für das Office of Strategic Services, einen Vorläufer der CIA, zu arbeiten. Als Agent wurde er per Fallschirm hinter den feindlichen Linien in Jugoslawien abgesetzt, um die Stärke der dortigen Widerstandsbewegung zu evaluieren. Unter anderem seine Bewertungen beeinflussten die Art und Menge der Hilfslieferungen, die an diverse Gruppen gingen. In der zweiten Hälfte des Jahres 1944 reiste Berg durch Europa, um Informationen über den Stand des deutschen Atomprogramms zu beschaffen. Er sollte auch Wissenschaftler in Gesprächen zur Zusammenarbeit und zur Auswanderung in die Vereinigten Staaten überreden. Im Dezember 1944 besuchte er eine Vorlesung von Werner Heisenberg in Zürich, um den Stand des deutschen Atomprogramms und die Rolle Heisenbergs darin herauszufinden. Für den Fall, dass er zu dem Schluss kommen sollte, die Deutschen stünden kurz vor der Fertigstellung einer Atombombe, hatte Berg die Anweisung, Heisenberg auf der Stelle zu erschießen. Berg sah jedoch keine unmittelbare Notwendigkeit und beschloss, Heisenberg nicht zu töten.
Am 25. April 1945 verließ Berg Europa und kehrte in seine Heimat zurück.

## Nach dem Zweiten Weltkrieg
Die Rolle, die Berg in der Evaluierung des deutschen Atomprogramms gespielt hatte, weckte im Jahr 1952 das Interesse der CIA, die ihn damit beauftragte, seine alten Kontakte zu nutzen, um den Stand des sowjetischen Raketenprogramms zu bewerten. Sein Einsatz brachte jedoch keinerlei greifbare Ergebnisse, was einen CIA-Mitarbeiter dazu brachte, Berg als „unseriös“ bzw. „oberflächlich“ einzustufen.
In den folgenden zwanzig Jahren hatte Berg keine regelmäßige Arbeit mehr, er lebte auf Kosten von Freunden und Verwandten, wobei er wohl den Eindruck zu erwecken suchte, er würde immer noch als Spion arbeiten. Als launischer Eigenbrötler, der sich nur noch für seine Bücher interessierte, wohnte Berg bei seiner Schwester, bis er 1972 im Alter von 70 Jahren verstarb.
Die Biographie von Dawidoff wurde 2018 als The Catcher Was a Spy durch Ben Lewin mit Paul Rudd in der Hauptrolle verfilmt.